# Mighty Mouse

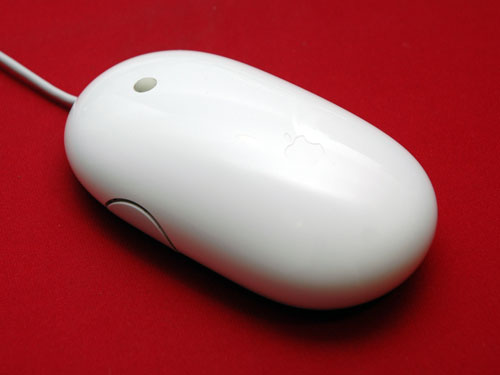
Apple Mighty Mouse

Apple Mighty Mouse – wieloprzyciskowa mysz USB/Bluetooth produkowana i sprzedawana przez firmę Apple. Jej sprzedaż rozpoczęto 2 sierpnia 2005 roku. Wcześniej Apple ze swoimi komputerami sprzedawało jedynie jednoprzyciskowe myszy (pierwsze były sprzedawane wraz z komputerami Apple Lisa ponad 20 lat wcześniej).
Jednoprzyciskowa mysz odsuwała Apple na bok względem konkurencji, dlatego premiera wieloprzyciskowej Mighty Mouse jest uważana za ważne wydarzenie w historii Apple.
Nazwa myszy jest używana na licencji CBS, właściciela serii kreskówek „Mighty Mouse”.

## O myszy
Mighty Mouse jest zrobiona z białego plastiku oraz ma wytłoczone logo Apple na górnej części obudowy. Mysz ma cztery funkcjonalne przyciski: lewy, prawy, klikalny scroll ball oraz reagujące na nacisk przyciski po bokach myszy. Scroll ball pozwala użytkownikowi na przewijanie dokumentu we wszystkich kierunkach poprzez obracanie kulki w konkretnym kierunku. Trzeba zaznaczyć, że przyciski lewy i prawy nie są fizycznymi przyciskami. Wręcz przeciwnie, górna część obudowy myszy jest wrażliwa na dotyk i pozwala na wykrywanie, która część jest kliknięta.
Aktualnie OS X jest jedynym systemem operacyjnym, który w pełni obsługuje Mighty Mouse. Przyciski myszy są wtedy programowalne: mogą włączać aplikacje lub różne funkcje systemu Mac OS X, jak na przykład Exposé, czy Dashboard. Jeśli mysz nie jest użyta z Mac OS X, zachowuje się jak zwykła czteroprzyciskowa mysz z dwoma scrollami. Istnieją dodatkowe aplikacje na system Windows, dzięki którym mysz ma więcej funkcji pracując pod kontrolą tego systemu.
Mighty Mouse nie wykrywa równoczesnego kliknięcia lewym i prawym przyciskiem myszy. To oznacza, że skróty w oprogramowaniu CAD, grach, przeglądarkach internetowych i innych aplikacjach nie mogą być użyte.
Konstrukcja Mighty Mouse sprawia, że scroll ball po kilku miesiącach użytkowania przestaje działać. Rozwiązań jest kilka: od prostego odwrócenia myszy i przesuwania scrolem po kartce po rozbieranie myszy i kompleksowe czyszczenie. Mysz znana jest z tego że w ciągu okresu jej używania trzeba powtarzać te czynności dosyć często i co za tym idzie mysz jest dosyć uciążliwa w użytkowaniu.

## Wersje i daty sprzedaży
- 2 sierpnia 2005 Apple wprowadziło do swojej oferty pierwszą Mighty Mouse, o sugerowanej cenie detalicznej $49.

- 12 października 2005 roku Apple rozpoczyna sprzedaż Mighty Mouse z każdym komputerem iMac G3, a 19 października z Power Mac G5. Użytkownicy mogli wybierać wersje bezprzewodowe klawiatury oraz myszki.

- 25 lipca 2006 roku Apple przedstawia bezprzewodową Mighty Mouse, która używa do komunikacji Bluetooth 2.0. Nowa wersja jest zasilana dwoma bateriami AA, ale może pracować również na jednej dla zredukowania wagi. Cena bezprzewodowej wersji wynosiła $69.

- 7 sierpnia 2007 roku Apple nieco aktualizuje Mighty Mouse zmieniając kolor bocznych przycisków myszy na biały. Myszy nadal kosztują odpowiednio $49 i $69 dla wersji przewodowej i bezprzewodowej.

- 20 października 2009 roku bezprzewodowa wersja myszki została wycofana i zastąpiona Magic Mouse. Tego samego dnia nazwa przewodowej wersji została zmieniona na Apple Mouse i kosztuje nadal $49.

## Parametry techniczne
- Czuła na dotyk górna część obudowy
- Klikalny Scroll ball pozwalający na przewijanie we wszystkich kierunkach
- Reagujące na nacisk boczne przyciski
- Optyczny/laserowy system śledzący, odpowiednio dla przewodowej/bezprzewodowej wersji
- Kompatybilna zarówno z Makiem, jak i z PC
- Programowalne funkcje dla czterech przycisków
- Dźwiękowa reakcja klawiszy na kliknięcie wytwarzana przez mały wbudowany głośniczek